# Титов, Виктор Александрович

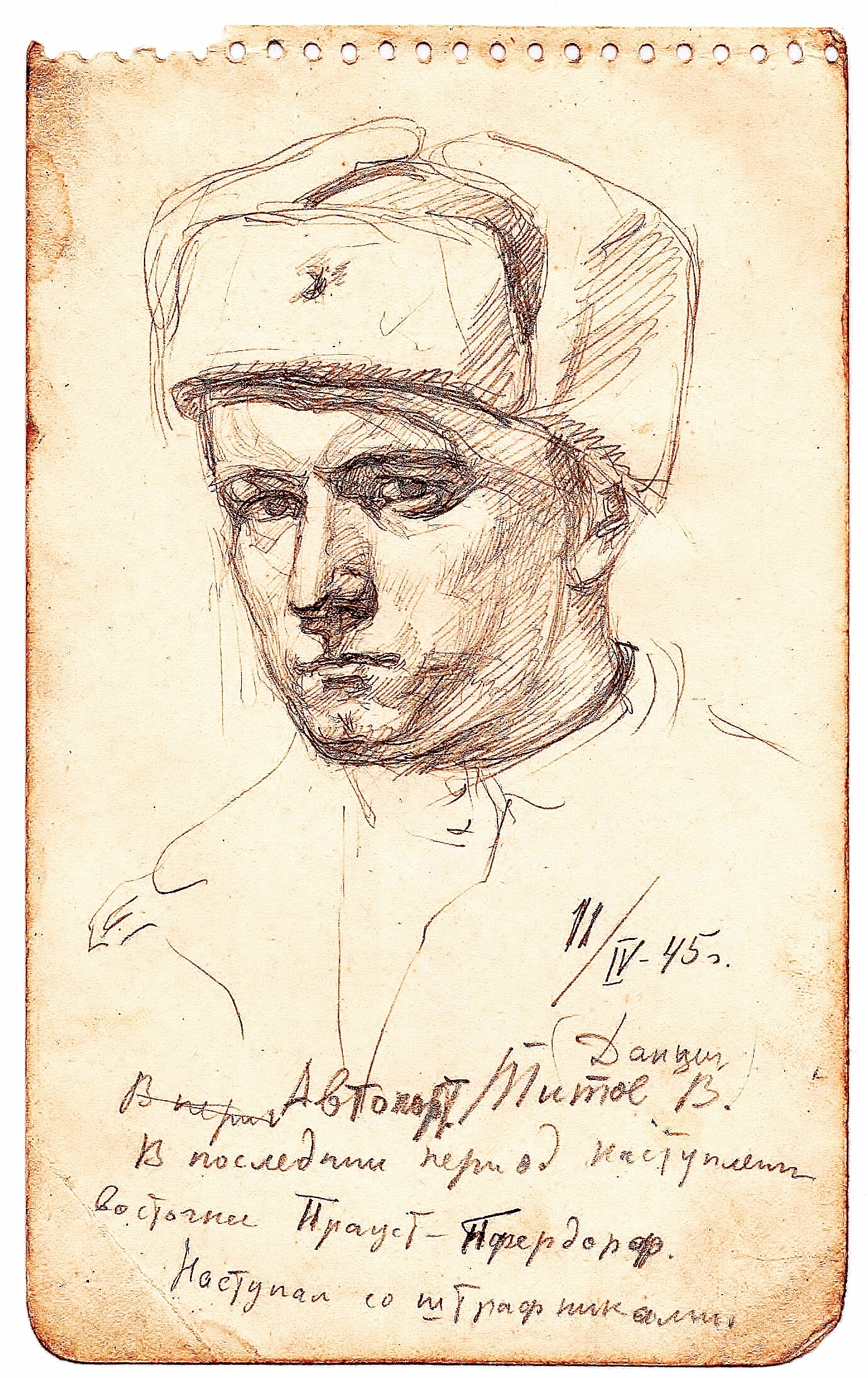
Автопортрет. Германия, апрель 1945 год.

Виктор Александрович Титов (1 мая 1922 года, Мышкино, Можайский район, Московская область — 27 апреля 2003 года) — советский и российский художник-монументалист.

## Биография
Родился в 1922 году в селе Мышкино Можайский район (Московская область). С 1938 по 1941 год учился в Московском областном художественном училище памяти 1905 года у художников П. Петровичева, Н. Крымова.
В 1952 году окончил Московский институт прикладного и декоративного искусства. Учился у А. Дейнеки, П. Соколова-Скали, В. Козлинского.
Участвовал в Великой Отечественной войне. Начал свой военный путь с 12 августа 1941 года курсантом Рязанского пехотного училища имени Ворошилова. В ноябре 1941 года курсанты РПУ заняли оборону на Рязанском шоссе против немецких танков, идущих на Москву. В марте 1942 года после присвоения звания лейтенанта, воевал командиром пулеметного взвода в Московской зоне обороны на Куликовом поле. 1943 году на Курской дуге. Воевал на Центральном, 1, 2, 3-м Белорусских фронтах. Освобождение концентрационных лагерей в Белоруссии 1943—1944 году, затем Польши. Бои в Австрии, восточной Пруссии. Ликвидация Данцигской группировки на реке Висле. Победная роспись на поверженном Рейхстаге. Дважды был ранен.
В 1969 году принят в члены Союза художников СССР, имеет грамоты МОСХ РСФСР, дипломы КМДИ и монументально-декоративного искусства МГО ХФ РСФСР.
Автор книги: "Тысяча дней и ночей под прицелом" . Записки художника-фронтовика.  (ISBN 978-5-902930-1-4 / 978590293014)
Похоронен в Москве на Калитниковском кладбище.
Сайт памяти художника: https://web.archive.org/web/20160602052354/http://www.va-titov.ru/

## Творчество
Основные произведения: картины «1905 год», «Красная площадь», «Крестный ход в Москве в 1941 году», «Молебен за победу Русского воинства у храма Сергия Радонежского в 1941 году», мозаика в Д. К. им. М. И. Калинина (Пермь), мозаичная стела «В. И. Ленин» (Москва, развилка Каширского и Варшавского шоссе), роспись трапезной Богоявленского Кафедрального Патриаршего собора (Елоховский собор), памятная доска- флорентийская мозаика В. Л. Дуров (театр зверей Дурова в Москве). Мозаичное панно «Бауман» (МВТУ им. Баумана в Москве). Тематические циклы художника: «Цена доверия», «Портрет современника», «Москва и москвичи», «Валаам», «Карелия», «Крым», «Соловки», «Кисловодск», «Малая родина».
В 1993 году выполнил парадный портрет короля Саудовской Аравии Фахда по заказу посла королевства.
По заказу посла Республики Чад написал портрет президента Идриса Деби. В 1995 году портреты наследного принца Японии и его невесты — Нарухито и Масако.
Автор портретов маршала Георгия Жукова (1996) и Игоря Талькова (1990-е годы).
24 января 2013 года на родине художника в Историко-краеведческом музее Можайска состоялась персональная выставка художника. На выставки были представлены фронтовые архивные документы, личные вещи: офицерский планшет, фотоархив, гимнастерка с наградами, в которой он воевал и был ранен, Музею в дар родственниками художника была передана часть тиража книги В. А. Титова: «Тысяча дней и ночей под прицелом» Записки художника-фронтовика.
1 июля 2014 года в Минске, в Доме-музее I съезда РСДРП к 70-летию со дня освобождения Беларуси от немецко-фашистских захватчиков, по приглашению Министерства культуры Республики Беларусь, стартовал выставочный проект посвященный памяти художника-фронтовика: «Искусство, опаленное войной» с фронтовой графикой выполненной художником во время ВОВ 1941—1945 годов.
29 апреля 2015 года в выставочном зале МОСХ России (ул. Беговая,7) на торжественном открытии персональной выставки художника, посвященной 70-летию Победы нашего народа над фашистской Германией, в дар Бородинскому военно-историческому музею-заповеднику родными художника были переданы работы выполненные им в 1959 году на строительстве Можайского водохранилища.

## Награды
Кавалер орденов Александра Невского, Отечественной войны I степени, медалей: «За взятие Кенигсберга», «За победу над Германией»,  «Двадцать лет Победы в Великой Отечественной войне 1941-1945 гг.»,  «25 лет победы в Великой Отечественной войне», "Тридцать лет победы в Великой Отечественной войне 1941-1945 гг".,  «Сорок лет победы в Великой Отечественной войне 1941-1945 гг.»,  «50 лет Победы в Великой Отечественной войне 1941-1945 гг.»,  "В память 850-летия Москвы",  «50 лет Вооружённых Сил СССР»,  «60 лет Вооруженных Сил СССР»,  «70 лет Вооруженных Сил СССР», Медаль "Жукова", Медаль "Ветеран труда",